# Patricia Batista da Silva
Patricia Batista da Silva (født 8. april 1992 i São Paulo) er en brasiliansk håndboldspiller som spiller for Thüringer HC og Brasiliens kvindehåndboldlandshold. 